# Cerveza sin alcohol

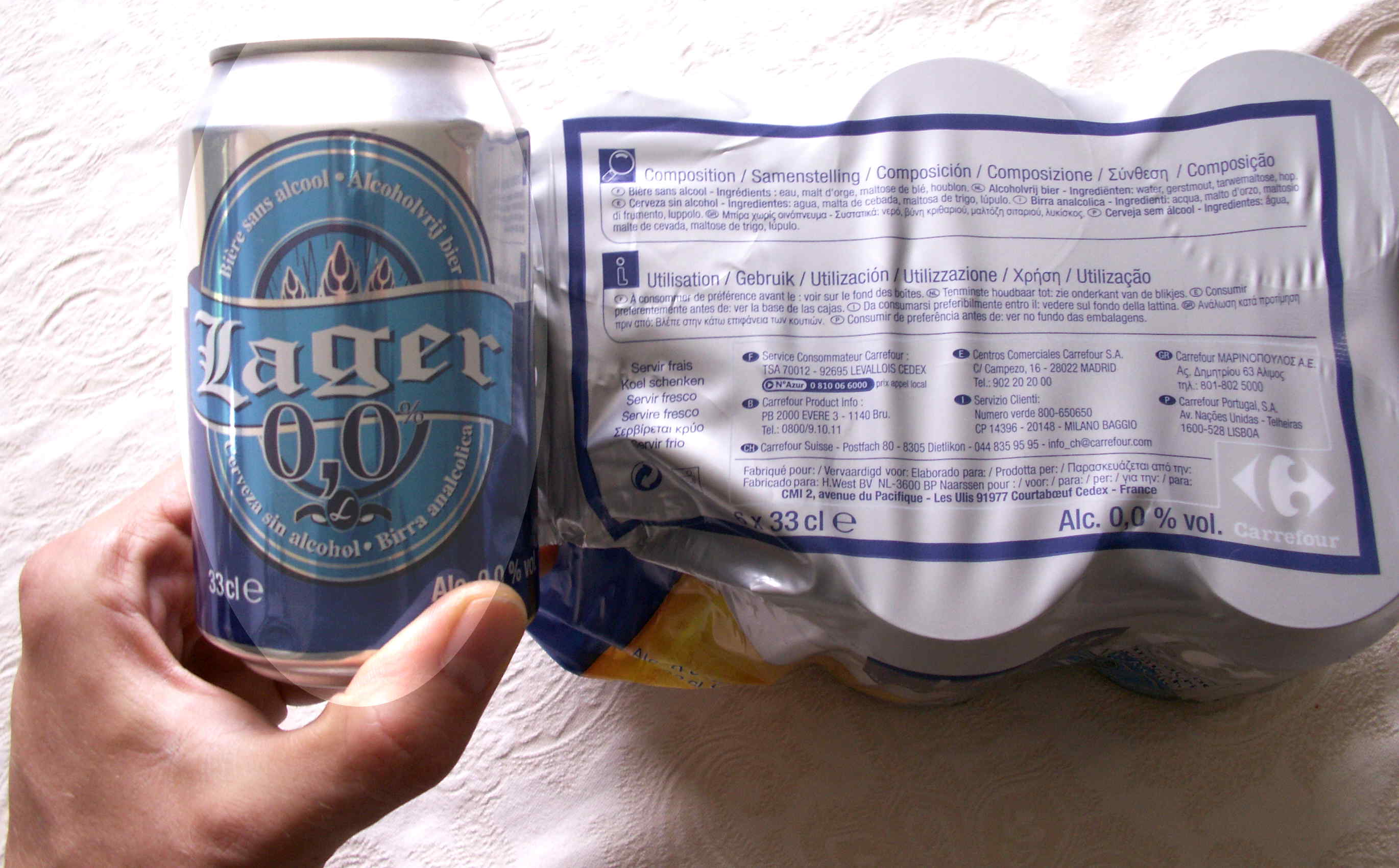
Cerveza de marca «Carrefour», que tiene un 0,0% de alcohol por volumen.

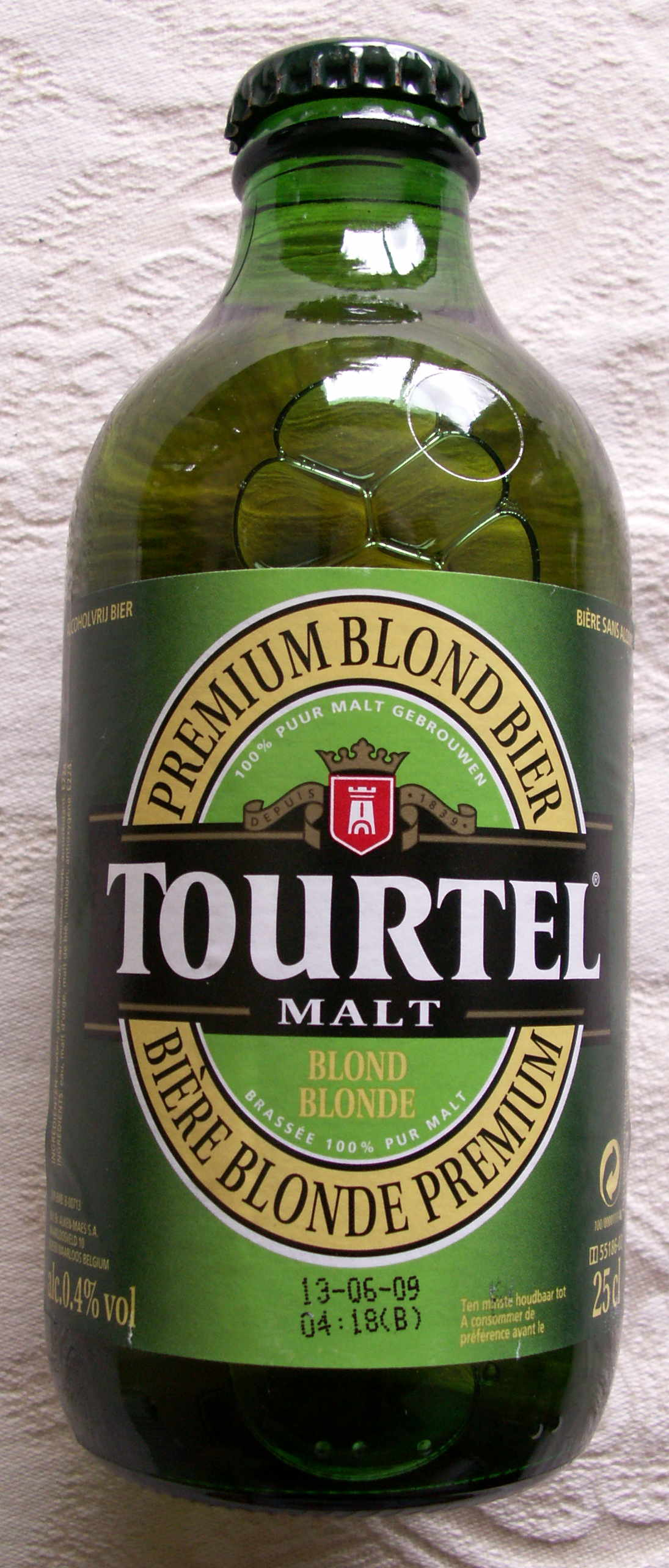
Tourtel, una cerveza floja con un 0,4% de alcohol por volumen.

La cerveza sin alcohol (también llamada cerveza sin, cerveza baja en alcohol o cerveza floja) es una cerveza con un contenido muy bajo o nulo de alcohol. La mayoría de las cervezas sin alcohol son lager, pero también hay algunas variedades ale.
En la Unión Europea, la cerveza no puede contener más del 1% de alcohol por volumen para ser etiquetada como «sin alcohol». En el Reino Unido la legislación estipula que la cerveza puede etiquetarse como no alcohol o alcohol-free (‘sin alcohol’) cuando su contenido no excede el 0,05% por volumen, como dealcoholised hasta el 0,5% y low-alcohol (‘baja en alcohol’) hasta el 1,2%. En los Estados Unidos las bebidas que contienen menos del 0,5% de alcohol por volumen se consideran sin alcohol, según la ya derogada Ley Volstead. Debido a su bajo contenido alcohólico, la cerveza sin alcohol puede venderse a menores en la mayoría de estados.
Puede ser consumida por conductores de vehículos, mujeres embarazadas, menores de edad o personas bajo tratamiento medicamentoso con antibióticos. De esta manera pueden disfrutar de la cerveza sin los efectos alcohólicos. Sin embargo, deben evitarla los celíacos pues contiene gluten. 
No debe confundirse con la malta, que pese a elaborarse como la cerveza común no es sometida a fermentación y se endulza con azúcar caramelizado, lo que le da sus característicos color oscuro y sabor dulce.
Para las cervezas sin alcohol, dice que no es cerveza sin alcohol sino bebida no alcohólica.

## Proceso de elaboración
Según la Birmingham Beverage Company, el proceso de elaboración de las cervezas tradicionales consta de ocho pasos básicos, nueve en el caso de las cervezas sin alcohol.
1. Malteado - La cebada se prepara sumergiéndola en agua y dejando que el grano germine o "brote". Esto permite que las duras moléculas de almidón se ablanden y empiecen a convertirse en azúcares. A continuación, los brotes se secan en un horno; la temperatura a la que se sequen afectará al sabor de la cerveza terminada.
2. Molienda - A continuación, el grano malteado se muele hasta obtener una consistencia similar a la harina de maíz, lo que permite que los azúcares y los almidones restantes se liberen más fácilmente al mezclarlos con agua.
3. Maceración - El grano de malta finamente molido se mezcla con agua y se pulveriza. Al pulverizar la mezcla, la mayoría de los almidones restantes se convierten en azúcares gracias a las enzimas presentes en la malta, y los azúcares se disuelven en el agua. La mezcla se calienta gradualmente hasta 75 °C (167 °F) en una cuba de maceración. A continuación, la mezcla se filtra para eliminar la mayor parte de las partículas. Este líquido azucarado filtrado se denomina "mosto".
4. Elaboración de la cerveza - El mosto se lleva a ebullición durante aproximadamente una o dos horas. Durante este tiempo, se añaden otros granos que aportan sabor, color y aroma a la cerveza. La ebullición permite que se produzcan varias reacciones químicas y reduce el contenido de agua del mosto, condensándolo.
5. Enfriamiento - El mosto se filtra para eliminar la mayor parte de los granos y el lúpulo y se enfría inmediatamente para permitir que la levadura sobreviva y crezca en el siguiente paso.
6. Fermentación - El mosto enfriado se satura con aire y se añade levadura en el tanque de fermentación. Diferentes cepas de levadura crean diferentes estilos de cerveza. Este paso dura unos diez días.
7. Maduración - La cerveza sin gas recién fermentada se coloca en un tanque de acondicionamiento y, en un proceso similar al de la elaboración del vino, se deja envejecer. Si se precipita este paso, la cerveza tendrá un sabor desagradable (acetaldehído) que los expertos en cerveza a veces denominan "cerveza verde" por su parecido con las manzanas verdes.[3][4] Durante este proceso de envejecimiento, la mayoría de las partículas residuales se depositarán en el fondo del tanque. 
* Entre el séptimo y el octavo paso, la cerveza puede convertirse en cerveza sin alcohol.
8. Acabado - Por último, el cervecero está listo para terminar la cerveza. La cerveza se filtra por última vez, se carbonata y se traslada a un tanque de almacenamiento para embotellarla o envasarla en barriles.

La cerveza con y sin alcohol empieza siendo cerveza con alcohol normal, que luego se procesa para eliminar el alcohol.
A veces, la cerveza simplemente se diluye con agua para obtener el nivel de alcohol deseado.
Los procesos más antiguos calientan la cerveza para evaporar la mayor parte del alcohol. Como el alcohol es más volátil que el agua, al calentar la cerveza el alcohol hierve primero. Se deja escapar el alcohol y el líquido restante se convierte en el producto, en lo que es esencialmente lo contrario del proceso utilizado para fabricar bebidas destiladas. La mayoría de las cervecerías modernas utilizan la evaporación al vacío para reducir la temperatura de ebullición, lo que mantiene mejor el sabor: la cerveza se coloca bajo un ligero vacío para facilitar que las moléculas de alcohol pasen a la fase gaseosa. Si se aplica un vacío suficiente, no es necesario "cocer" la cerveza a una temperatura que destruya el sabor. No obstante, debe suministrarse algo de calor para contrarrestar el calor perdido por la entalpía de vaporización. 
Un proceso alternativo moderno utiliza la ósmosis inversa para evitar por completo el calentamiento del producto. Bajo presión, la cerveza pasa a través de un filtro polimérico con poros lo suficientemente pequeños como para que solo puedan pasar el alcohol y el agua (y unos pocos ácidos volátiles). El filtro retiene una mezcla almibarada de hidratos de carbono complejos y la mayor parte de los compuestos aromáticos. A continuación, se destila el alcohol de la mezcla filtrada de alcohol y agua utilizando métodos de destilación convencionales. El proceso se completa añadiendo el agua y los ácidos restantes al jarabe que queda en el filtro.
Una vez eliminado el alcohol, se procede con el proceso normal de acabado en el que la cerveza se carbonata y se embotella.
Las técnicas más recientes para elaborar cerveza sin alcohol al 0,5% incluyen el uso de granos especiales bajos en azúcar, levaduras que convierten menos azúcar en alcohol o la eliminación del azúcar del mosto antes de la fermentación. Estas técnicas, además de la fermentación limitada, en la que el proceso de fermentación se detiene antes, permiten a los cerveceros artesanos producir una cerveza al 0,5% sin el gasto que supone tener que desalcoholizar una cerveza.

## Cervezalight
La cerveza light (‘ligera’) es aquella que tiene un contenido alcohólico (cerveza baja en alcohol) o calórico (cerveza baja en calorías) reducido, respecto a la cerveza normal (cuyo contenido calórico varía ampliamente). El contenido calórico de la cerveza se reduce eliminando sus carbohidratos y parte de su alcohol.
Es popular en varios países, un ejemplo de ello es Venezuela donde existen marcas como Polar Light y Regional Light.
Es bueno acotar que este tipo de cervezas contienen un grado alcohólico entre 2,5% y 3% de su volumen total a diferencia de la cerveza corriente que posee entre 4% y 5% de alcohol por volumen. Ergo, no pueden catalogarse como cervezas sin alcohol y en consecuencia no pueden ser consumidas por menores de edad, mujeres embarazadas o conductores de vehículos.
También existe en Venezuela la llamada Solera Light (también llamada Solera azul a juzgar por el color de la botella o lata donde viene envasada), mas esta no se considera realmente una cerveza ligera (se aproxima más a una cerveza tipo Lager) aunque viene siendo una versión más aligerada de la Solera regular (cerveza tipo Helles con mayor volumen de alcohol que la Polar Pilsen regular).

## Variedades estadounidenses

### Low-point
La cerveza low-point es aquella contiene un 3,2% de alcohol por peso (equivalente a un 4% de alcohol por volumen). El nombre es específico de Estados Unidos, donde algunos estados limitan la venta de alcohol, pero cervezas de este tipo se encuentran también en países (por ejemplo Suiza y Finlandia) que gravan o regulan el cerveza por su contenido alcohólico.
Los estados de Colorado, Kansas, Minnsota, Oklahoma y Utah solo permiten que los establecimientos normales como cadenas de supermercados y tiendas de conveniencia vendan cerveza low-point. En estos estados las bebidas con más de un 3,2% de alcohol por peso deben venderse en tiendas de licores con licencia. Adicionalmente, Oklahoma exige que cualquier bebida con esta graduación se venda a temperatura ambiente.
Misuri también tiene una clasificación legal para la cerveza low-point, a la que denomina nonintoxicating beer (‘cerveza no embriagadora’). Sin embargo, a diferencia de los anteriores estados Misuri no limita la venta de cerveza en tiendas convencionales, permitiendo que ultramarinos, drugstores, gasolineras e incluso ‘tiendas de mercancías generales’ (general merchandise stores, un término que la legislación no precisa) vendan cualquier bebida alcohólica, por lo que la cerveza low-point rara vez se vende en este estado.

### Near beer
Originalmente, near beer (‘casi cerveza’) era un término para las bebidas de malta que contenían poco o ningún alcohol (menos del 0,5% por volumen) que se comercializaron masivamente durante la ley seca. Este tipo de bebidas no podía etiquetarse legalmente como «cerveza» y estaba oficialmente considerado una ‘bebida cereal’ (cereal beverage), pero los consumidores lo llamaba near beer.
La near beer más popular fue Bevo, elaborada por la compañía Anheuser-Busch. Pabst produjo «Pablo», Miller «Vivo» y Schlitz «Famo». Muchas cerveceras locales y regionales se mantuvieron en activo comercializando sus propias near beers. Para 1921 la producción de esta bebida había alcanzado los 1000 millones de litros anuales.
Una popular costumbre ilegal era añadir alcohol a la near beer. La bebida resultante se llamaba spiked beer (‘cerveza fortalecida’) o needle beer (‘cerveza de aguja’), porque se usaba una aguja para inyectar alcohol a través del corcho de las botellas o barriles.
El crítico y escritor gastronómico Waverley Root describió la típica near beer estadounidense como «un tipo de bazofia tan sosa, clara y mala que podría haber sido concebida por un Maquiavelo puritano con el objetivo de hacer que los bebedores aborrecieran para siempre la cerveza auténtica.»

## En los países islámicos
El Islam prohíbe el consumo de bebidas alcohólicas, pero existe desacuerdo entre los expertos sobre el consumo de cerveza sin alcohol.
Quizá debido a este desacuerdo, la cerveza sin alcohol (0% de alcohol por volumen, como por ejemplo Zam Zam, Laziza y Almaza, o marcas extranjeras como Holsten, Barbican y Moussy) están con frecuencia disponibles en tiendas y restaurantes con clientela islámica. También son populares en países donde el alcohol está prohibido, como Arabia Saudí, Kuwait e Irán. A menudo se encuentran con sabores añadidos (manzana, fresa y melocotón).

## Cerveza sin alcohol en España
La primera cerveza sin alcohol comercializada en España fue la Ámbar Sin, de la fábrica de cervezas La Zaragozana. El 30 de mayo de 1976, 3.899 cajas de botellines salieron de la factoría rumbo a algunos bares de Zaragoza. Eran los primeros pasos de una bebida casi desconocida hasta entonces en la península. Su aspecto era igual que el de las demás, pero su nacimiento revolucionó la industria cervecera y los hábitos de consumo de muchos españoles. 
Actualmente, España (Europa) lidera el consumo y la producción mundial de la cerveza sin alcohol, por lo que existen diversidad de marcas de cerveza sin alcohol, como Free Damm o la 0.0 de San Miguel, entre otras, además de contar con la asociación que representa al conjunto de productores de cerveza del país, Cerveceros de España.

## En América Latina
En el caso de países latinoamericanos el consumo de cerveza sin alcohol se ha incrementado de manera significativa en los últimos años. En efecto, en esta región existen marcas tales como:
- Budweiser Zero
- Corona Cero
- Cristal Cero Radler (Chile)
- Mahou Sin
- Stella Artois Cero
- Heineken 0.0
- Polar Zero (Venezuela)
- Quilmes Cero Alcohol (Argentina)
- Aguila 0.0 (Colombia)
- Tecate 0.0 (México)